# Jan Paprocki
Jan Paprocki herbu Jastrzębiec (zm. w 1671 roku) – podstoli przemyski w latach 1660-1670, burgrabia krakowski od 1656 roku.
Był elektorem Michała Korybuta Wiśniowieckiego z województwa sandomierskiego w 1669 roku.